# Gilda A. Citro
Gilda Citro (1921 - 1976) fou una compositora nascuda a l'Argentina.

## Obres
Algunes de les seves obres són:
- Alma campesina (piano).
- Romanza (violí i piano).
- Concerto Grosso.
- Cuarteto.
- Trío.